# María Ester Alonzo Morales
María Ester Alonzo Morales (15 de enero de 1959) es una política mexicana, miembro del Partido Revolucionario Institucional. Ha sido presidente municipal de Progreso, Yucatán y en dos ocasiones diputada federal.

## Reseña biográfica
María Ester Alonzo tiene estudios de preparatoria y un diplomado en Derecho Parlamentario. Fue directora general del Instituto de Becas y Crédito Educativo de Yucatán y secretaria ejecutiva del Comité Técnico del Programa de Becas Nacionales para la Educación Superior en Yucatán.
De 2004 a 2007 fue presidente del DIF en Progreso, al fungir como presidente municipal su esposo, Enrique Magadán Villamil. En 2009 fue elegida diputada federal suplente, siendo titular de la misma Felipe Cervera Hernández, en representación del Distrito 2 de Yucatán.
En 2010 fue postulada candidata del PRI y electa presidente municipal de Progreso, asumiendo el cargo el 1 de septiembre de ese año, y fungiendo como tal hasta recibir licencia el 31 de enero de 2012; para asumir al día siguiente la titularidad de la diputación federal a la LXI Legislatura, donde fungió como presidenta de la comisión de Pesca y como integrante de las comisiones de Asuntos Indígenas y Reforma Agraria y terminando dicho encargo el 31 de agosto de ese año.
En 2015 fue elegida diputada al Congreso de Yucatán, y dejó el cargo al solicitar licencia en 2018 para ser candidata por la coalición Todos por México a diputada federal nuevamente por el distrito 2 de Yucatán. Resultó elegida a la LXIV Legislatura, siendo secretaria de la comisión de Asuntos Frontera Sur y de la comisión de Atención a Grupos Vulnerables, así como integrante de la comisión de Pesca.